# Elisabeth Segelken
Elisabeth Segelken (* 19. Februar 1888 in Bremen-Grambke; † 30. Oktober 1965 in Bremen) war eine deutsche Pädagogin und Schriftstellerin.

## Biografie
Segelken war die Tochter des Lehrers und späteren Schulleiters in Schwachhausen Christian Segelken aus Grambke und von Mathilde Segelken, geb. Christoffer. Nach dem Schulbesuch absolvierte sie das Lehrerinnenseminar von Johann August Martin Janson; Agnes Heineken war eine ihrer Lehrerinnen. Danach war sie drei Jahre Hilfslehrerin und dann Lehrerin an der Schule am Holzhafen in Bremen. 1913 ließ sie sich aus gesundheitlichen Gründen zur Horner Landschule an der Berckstraße versetzen, wo sie als erste weibliche Unterrichtskraft unterrichtete. Bis 1953 lehrte sie 40 Jahre an dieser Schule mit einer gewissen Strenge und dem nötigen Respekt.
Sie unterrichtete 1943 im Zweiten Weltkrieg Bremer Kinder in Sulingen und sie begleitete und betreute 1945 Schüler in den Aufnahmegau Sachsen und ihren Weg zurück nach Bremen. 1946 nahm sie den Unterricht an der Schule in Horn wieder auf.
Nach dem Krieg verarbeitete sie ihre Erlebnisse in ihren Büchern und Gedichten.

Sie wurde auf dem Riensberger Friedhof beerdigt.

## Ehrungen
Die Elisabeth-Segelken-Straße in Bremen Horn-Lehe, Ortsteil Lehesterdeich, wurde nach ihr benannt.

## Werke
- Aus dem Kinderland einer Bremerin, 1952
- Wolken die vorüberzogen, 1954
- Eine Fahrt in die Vergangenheit, 1956
- Geschichten aus dem alten Schwachhausen, 1959
- Erinnerungen einer alten Lehrerin, 1961
- Kleine Geschichten um die Jahrhundertwende
- Gedichte wie Schulwache als Beschreibung der Bombennächte in der Schule